# Boguraburabu
Boguraburabu (weitere Bezeichnungen: Bogellablab, Boguraburabu-tō, Boklablab Island, Bwokwlablab) ist ein kleines Motu des Likiep-Atolls der pazifischen Inselrepublik Marshallinseln.

## Geographie
Boguraburabu liegt im nördlichen Riffsaum des Likiep-Atolls, zwischen Anerukkanjaiing im Südosten und Bikinmingjairik im Nordwesten. Die Insel ist unbewohnt.